# Euricrium corniculata
Euricrium corniculata är en tvåvingeart som först beskrevs av Günther Enderlein 1911.  Euricrium corniculata ingår i släktet Euricrium och familjen sorgmyggor.
Artens utbredningsområde är Seychellerna. Inga underarter finns listade i Catalogue of Life.